# راشل اسکات

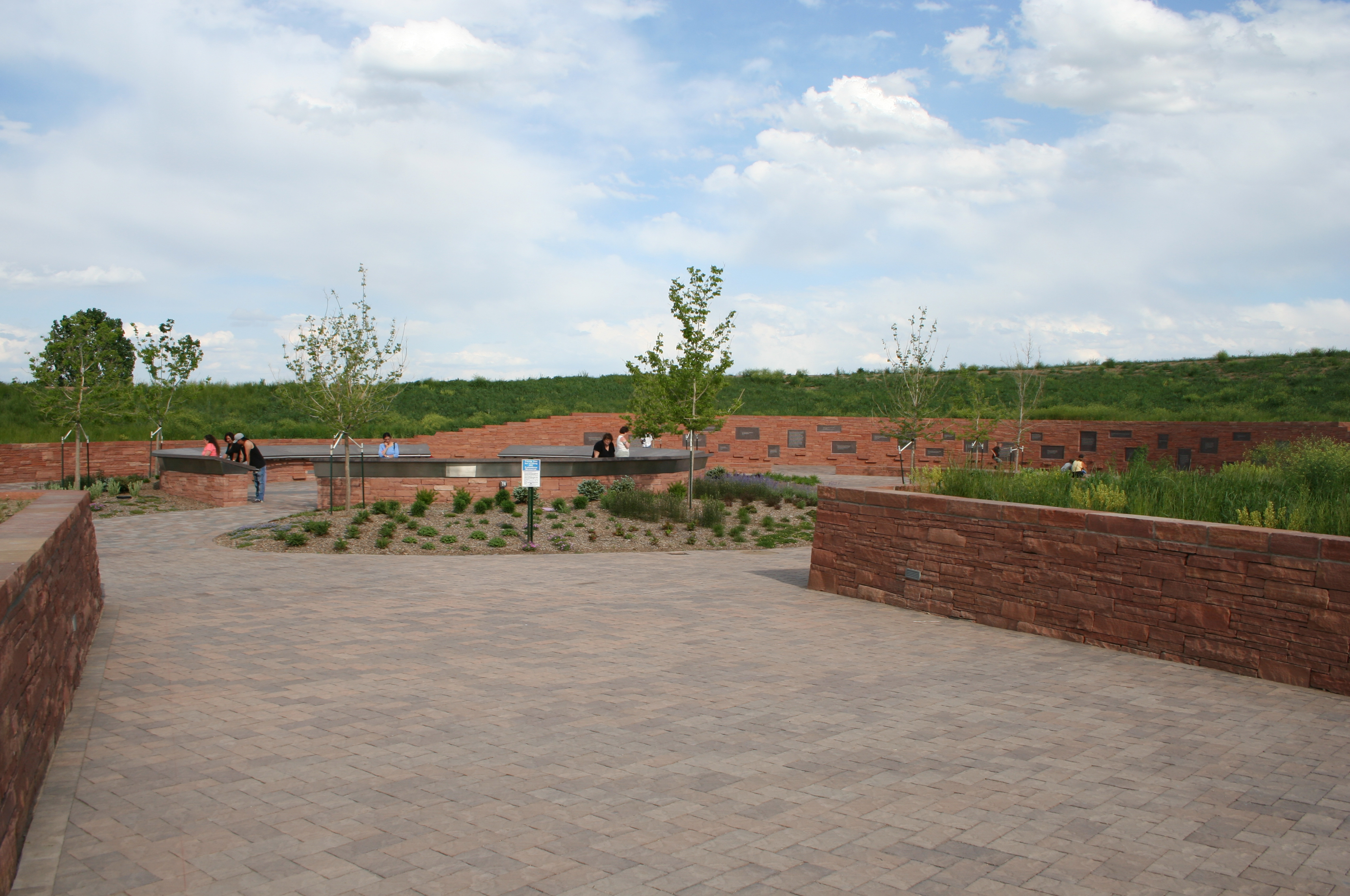
یابود کشتار کلمباین در لیتلتون، کلرادو، آمریکا - ۲۰۰۸

راشل جوی اسکات (به انگلیسی: Rachel Joy Scott) (۵ آگوست ۱۹۸۱-۲۰ آوریل ۱۹۹۹) اولین قربانی کشتار دبیرستان کلمباین بود. در این حادثه ۱۲ دانش‌آموز، یک معلم و دو مجرم حادثه در یکی از مرگبارترین تیراندازی‌های مدرسه‌ای تاریخ آمریکا کشته شدند.
او از آن زمان به موضوع چندین کتاب و منبع الهام برنامه چالش راشل تبدیل شد که برنامه ای سراسری در مدرسه‌های کشور آمریکا برای پیشگری از خشونت نوجوانان است.سخنرانی این برنامه را پدرش، دارل اسکات و برادرش، کرگ اسکات به عهده دارند.همچنین مادر او بث نیمو، برای زنده نگه داشتن میراث دخترش به نوشتن کتاب و سخنرانی درباره زندگی او میپردازد.